# George Mihail Zamfirescu
George Mihail Zamfirescu (n. 13 octombrie 1898, București, România – d. 8 august 1939, București, România) a fost conducător de companii teatrale, poet, scriitor român, romancier și dramaturg, continuatorul speciei inaugurate în dramaturgia română de Mihail Sorbul, comedia tragică, prin piesele de teatru Domnișoara Nastasia (1927) și Idolul și Ion Anapoda (1935).
Datorită intuiței și gândirii sale, mult avansate timpului său, George Mihail Zamfirescu a fost nu numai perfect conectat curentelor artistice ale timpului său, dar și un serios deschizător de drumuri. Spirit liber, inovator în multiple direcții artistice, G. M. Zamirescu a fost parte a avangardei artistice românești, modernist, gândirist, dar, mai ales, un remarcabil constructor al literaturii și culturii românești interbelice. 

## Biografie
A debutat în 1918 cu versuri publicate în „Literatorul”. A fost redactor la „Facla”, „Adevărul” ș.a., conducător de companii teatrale, director de scenă la Teatrul național din Iași (1933-1939). Primul său volum, „Flamura albă” (1924), cuprinde, tratate în spirit polemic, episoade de război și din anii imediat următori. După volumul de nuvele „Gazda cu ochii umezi” (1926) și „Madona cu trandafiri” (1931), roman al mediului provincial obtuz, Zamfirescu a conceput ciclul epic „Bariera”, dedicat periferiei bucureștene și alcătuit din „Maidanul cu dragoste” (1933), „Sfânta mare nerușinare” (1935), „Cântecul destinelor” (1939) și „Bariera” (publicat postum). Ciclul reconstituie, în tonalități realiste alternând cu altele naturaliste și folosind analiza psihologică, atmosfera pitorească și sordidă a periferiei bucureștene interbelice și relevă, în același timp, contradicția dureroasă dintre setea de puritate, de fericire și mizeria materială și morală a locuitorilor ei. Comedia tragică „Domnișoara Nastasia” (1927) este un emoționant tablou al aceleiași periferii, în care năzuința eliberării oamenilor simpli din cătușile unei existențe sufocante se dovedește irealizabilă. A mai scris piesele „Cuminecătura” (1925), „Idolul și Ion Anapoda” (1935), „Sam, poveste cu mine, cu tine, cu el” (1939), culegerea de articole despre teatru „Mărturii în contemporaneitate” (1938).
Este tatăl actriței Raluca Zamfirescu (1924 - 2008), multă vreme societară a Teatrului Național din București.

## Vezi și
- Bogdan Amaru
- Raluca Zamfirescu

## Legături externe
- De pe maidan, cu dragoste...[nefuncțională]
, 29 iulie 2009, Clara Margineanu, Jurnalul Național